# John Eleuthère du Pont
John Eleuthère du Pont (Filadelfia, 22 novembre 1938 – Somerset, 9 dicembre 2010) è stato un filantropo e criminale statunitense, erede della famiglia Du Pont passato alla cronaca nel 1996 per aver ucciso Dave Schultz, atleta e lottatore americano medaglia d'oro olimpica.
Autore di pubblicazioni di ornitologia, filatelia, concologia, filantropo e appassionato di sport e sedicente allenatore di lotta, il 26 gennaio 1996 è arrestato con l'accusa di aver ucciso Schultz. Il 25 febbraio 1997 è stato condannato per omicidio in terzo grado: la corte stabilì che fosse malato di mente, ma non folle, condannandolo al carcere per un periodo da 13 a 30 anni. Il 9 dicembre 2010 morì in carcere, a 72 anni, per cause naturali.
Unico membro della lista Forbes dei 400 americani più ricchi in assoluto ad essere condannato per omicidio, Du Pont è il soggetto del film Foxcatcher - Una storia americana del 2014, diretto e prodotto da Bennett Miller, film che ha permesso a Steve Carell di ottenere una nomination agli Oscar proprio per la sua interpretazione di du Pont.

## Biografia
Nel 1957 Du Pont si è laureato presso l'Università di Haverford. Nel 1972 John Eleuthère ha fondato ed è divenuto direttore del Museo del Delaware di Storia Naturale e ha iniziato una collaborazione con l'Università di Villanova. Nel 1980 ha costruito un impianto per la lotta denominato Foxcatcher nella sua villa. Divenuto sostenitore di primo piano dello sport amatoriale negli Stati Uniti e un facoltoso sponsor della federazione di lotta USA, negli anni novanta i suoi amici e conoscenti iniziano a preoccuparsi per il suo comportamento "paranoico", ma (anche grazie alla sua posizione sociale) non vi sono mai state azioni di controllo e restrizione.

### Vita personale e interessi
Il 3 settembre 1983, all'età di 44 anni, John Eleuthère sposa la ventinovenne Gale Wenk, ma i due vivono insieme per meno di sei mesi. Du Pont chiede il divorzio quando saranno trascorsi dieci mesi dal matrimonio e la Wenk gli intenterà causa per 5 milioni di dollari, sostenendo che du Pont le aveva puntato una pistola cercando di spingerla in un camino. Il divorzio divenne definitivo nel 1987. Du Pont nel suo testamento l'ha esclusa dall'ereditare qualsiasi suo avere.

#### Ornitologo
Durante il suo lavoro per la laurea il giovane ha partecipato a diverse spedizioni scientifiche per studiare e identificare le specie di uccelli nelle Filippine e Sud Pacifico. Come ornitologo è accreditato della scoperta di due dozzine di specie di uccelli. Ha fondato il Museo del Delaware di Storia Naturale nel 1957. Dopo aver preso parte a diverse spedizioni scientifiche, ha ricoperto il ruolo di direttore del museo per molti anni.

#### Filatelia
Du Pont era anche un filatelista. Ha pagato 935 000 dollari, offrendoli in forma anonima in un'asta del 1980, per uno dei francobolli più rari nel mondo, il britannico Guiana 1856 1c nero su magenta. Dopo la sua morte, questo francobollo è stato venduto all'asta per 9,5 milioni di dollari (comprensivo di sovrapprezzo per l'acquirente) presso Sotheby il 17 giugno 2014. Per la quarta volta, il francobollo ha battuto il record per la vendita di un singolo timbro. Il timbro one-of-a-kind faceva parte della tenuta di du Pont. Secondo la volontà di du Pont l'80% dei proventi della vendita vanno alla famiglia del wrestler bulgaro Valentin Jordanov e il 20% va alla Wildlife Foundation eurasiatica del Pacifico, con sede a Paoli, Pennsylvania, un gruppo du Pont fondato per sostenere la fauna selvatica del Pacifico. Du Pont ha continuato a comprare francobolli anche quando era in prigione, anche se non poteva tenerli mentre era detenuto.

#### Atletica
Dopo la morte di sua madre, du Pont ha sviluppato nei suoi 440 acri di Liseter Hall Farm a Newtown Square un impianto di lotta di alta qualità per lottatori dilettanti e ha chiamato il gruppo "Team Foxcatcher". Du Pont ha istituito un centro di nuoto olimpico e la scuola di formazione alla lotta e sponsorizzato eventi competitivi. Inoltre ha invitato alcune persone, come il campione olimpico Mark Schultz e più tardi suo fratello maggiore Dave Schultz e la sua famiglia a vivere per anni in case adiacenti alla tenuta. Dave Schultz ha anche allenato la squadra Foxcatcher.
Du Pont è diventato sponsor della lotta, del nuoto, dell'atletica e del pentathlon moderno. È stato anche coinvolto nella promozione di un sottoinsieme del pentathlon moderno (corsa, nuoto, tiro) come sport separato. L'unica sua esperienza nella lotta fu quando era una matricola al liceo. La sua passione l'ha portato a diventare un lottatore competitivo nella categoria over 50 anni. Ha cominciato a gareggiare all'età di 55 anni in campionati del mondo per Veterani nel 1992 a Cali in Colombia e quindi a quelli nel 1993 a Toronto in Canada, nel 1994 a Roma in Italia, e nel 1995 a Sofia in Bulgaria.

### Omicidio di Dave Schultz
Il 26 gennaio 1996, du Pont ha ucciso Dave Schultz nel vialetto di casa dei Schultz all'interno della sua tenuta. La moglie di Schultz, Nancy, e il capo della sicurezza di Du Pont, Patrick Goodale, erano presenti e furono testimoni del crimine. Il capo della sicurezza era seduto sul sedile del passeggero della macchina di du Pont, quando questi ha sparato tre proiettili verso Schultz. La polizia non ha stabilito un movente. Schultz in precedenza aveva lavorato con du Pont e allenato la squadra di lotta del "Team Foxcatcher". Nei mesi prima dell'omicidio molte persone avevano notato il comportamento sempre più esagitato del magnate statunitense.
Dopo la sparatoria, du Pont si chiuse nella sua villa per due giorni a negoziare la resa al telefono con la polizia. Durante il processo, uno degli esperti psichiatrici della difesa ha descritto du Pont come schizofrenico e paranoico e come questi ritenesse Schultz parte di una cospirazione internazionale per ucciderlo. Du Pont si è dichiarato "non colpevole per infermità mentale" e la sua difesa non ha potuto sostenere in tribunale la tesi della follia; il 25 febbraio 1997 è stato giudicato colpevole di omicidio di terzo grado viziato dalla malattia mentale.
In Pennsylvania, l'omicidio di terzo grado è un reato minore rispetto a quello di primo grado (intenzionale) o di secondo grado (durante la perpetrazione di un reato) e indica una mancanza dell'intenzione di uccidere. Sempre in Pennsylvania nel codice penale, la "follia" si applica a qualcuno la cui malattia non lo lasci in grado di capire che il suo comportamento è sbagliato. Il verdetto della giuria di "colpevole, ma malato di mente" significava demandare la condanna a quanto avrebbe stabilito il giudice Patricia Jenkins. Lei poteva condannare l'imputato da un minimo di 5 a un massimo di 40 anni. Du Pont è stato quindi condannato alla detenzione da 13 a 30 anni in carcere ed è stato ospitato presso la State Correctional Institution-Mercer, un istituto di minima sicurezza nel sistema carcerario della Pennsylvania.
Dopo il verdetto di colpevolezza, Nancy Schultz, vedova di Dave, ha intentato una causa per omissione di soccorso contro du Pont. L'importo della transazione non è stato comunicato. Il Philadelphia Inquirer, citando fonti anonime, ha riportato la cifra di almeno 35 milioni di dollari. Gli avvocati di du Pont proposero appello. Nel 2000 il suo caso raggiunse la Corte suprema degli Stati Uniti, che confermò il verdetto. Du Pont ha chiesto di essere rilasciato sulla parola il 29 gennaio 2009; la richiesta è stata negata. Confermata la pena massima Du Pont avrebbe finito la detenzione il 29 gennaio 2026, quando egli avrebbe avuto 87 anni.

### Morte
DuPont morì all'età di 72 anni il 9 dicembre 2010 a seguito di una broncopolmonite cronica, mentre si trovava nella sua cella presso lo State Correctional Institution - Laurel Highlands a Somerset, in Pennsylvania. Per sua stessa volontà fu sepolto con indosso la sua uniforme da lotta del team Foxcatcher presso il cimitero di famiglia a Wilmington, nel Delaware.

## Nei media
- L'omicidio di Dave Schultz è raccontata nel libro True Crime - Wrestling with Madness (2013).
- La pellicola Foxcatcher - Una storia americana, diretta da Bennett Miller, si basa sugli eventi legati ai fratelli Schultz e alla relazione di John du Pont con loro.
- Nel 2014 è stata data alle stampe l'autobiografia scritta da Mark Schultz Foxcatcher: The True Story of My Brother's Murder, John du Pont's Madness, and the Quest for Olympic Gold.
- The Prince of Pennsylvania, prodotto dalla ESPN nel 2015, intervista parecchi ex membri della squadra di lotta Foxcatcher, tra cui Mark Schultz, nonché l'ex-moglie di John du Pont, Gale Danny, e i genitori di Mark e Dave Schultz.
- Nel 2016 Netflix ha prodotto il documentario intitolato Team Foxcatcher, che racconta la storia del coinvolgimento di John Du Pont nel mondo della lotta, utilizzando interviste con molti dei protagonisti, nonché materiale d'archivio.